# Équipe d'Algérie masculine de handball au Championnat d'Afrique 2018
L'équipe d'Algérie handball au championnat d'Afrique 2018 participe à ses 23e Championnat d'Afrique lors de cette édition 2018 qui se tient en Gabon du 16 au 28 janvier 2018. 
L'Algérie termine à la 6e place et ne se qualifie donc pas pour le championnat du monde 2019.

## Matchs de préparation
| No | Date                   | Lieu                              | Adversaire        | Score     | Compétition  | Événement        |
| -- | ---------------------- | --------------------------------- | ----------------- | --------- | ------------ | ---------------- |
| 1  | 25 décembre 2017 00H00 | Belgrade                          | Partizan Belgrade | G 38 - 30 | Match amical | Stage en Serbie  |
| 2  | 26 décembre 2017 20H00 | Belgrade                          | RK Obilic         | G 44 - 22 | Match amical | Stage en Serbie  |
| 3  | 27 décembre 2017 00H00 | Belgrade                          | Partizan Belgrade | G 36 - 29 | Match amical | Stage en Serbie  |
| 4  | 29 décembre 2017 00H00 | Belgrade                          | Arabie saoudite   | G 33 - 32 | Match amical | Stage en Serbie  |
| 5  | 5 janvier 2018 18H00   | Duhail Handball Sports Hall, Doha | Qatar             | P 40 - 21 | Match amical | Tournoi au Qatar |
| 6  | 6 janvier 2018 18H00   | Duhail Handball Sports Hall, Doha | Cuba              | G 32 - 20 | Match amical | Tournoi au Qatar |
| 7  | 9 janvier 2018 19H30   | Duhail Handball Sports Hall, Doha | Oman              | G 28 - 27 | Match amical | Tournoi au Qatar |
| 8  | 10 janvier 2018 19H30  | Duhail Handball Sports Hall, Doha | Iran              | P 31 - 28 | Match amical | Tournoi au Qatar |

## Effectif
Hichem Kaabeche et Ayoub Abdi ont déclaré forfait tandis que Abdelkader Rahim et Abdelmalek Slahdji ont quitté leurs partenaires en plein tournoi amical à Doha après des désaccords importants avec Sofiane Hiouani, le sélectionneur national,,
- Effectif de l'Équipe d'Algérie pour le Championnat d'Afrique des nations 2018[7]

| Sélectionneur            | Sélectionneur                | Sofiane Hiouani et Zine Eddine Mohamed Seghir | Sofiane Hiouani et Zine Eddine Mohamed Seghir | Sofiane Hiouani et Zine Eddine Mohamed Seghir |
| N°                       | Nom                          | Date de naissance                             | Sél. (buts)                                   | Club                                          |
| Gardiens de but          |                              |                                               |                                               |                                               |
| 12                       | Abdellah Benmenni            | 19 août 1986                                  | 6 (0)                                         | GS Pétroliers                                 |
| 33                       | Adel Bousmal                 | 1er mai 1985                                  | 31 (0)                                        | Meselki Yeterlilik                            |
| 22                       | Khalifa Ghedbane             | 26 novembre 1996                              | 20 (0)                                        | GS Pétroliers                                 |
| Ailiers                  |                              |                                               |                                               |                                               |
| 7                        | Hichem Daoud                 | 9 janvier 1992                                | 85 (105)                                      | Istres Provence HB                            |
| 13                       | Riad Chehbour                | 28 juillet 1985                               | 135 (325)                                     | GS Pétroliers                                 |
| 19                       | Ayatallah el Khoumini Hamoud | 10 août 1990                                  | 115 (125)                                     | ES Aïn Touta                                  |
| 15                       | Redouane Saker               | 1er octobre 1991                              | 35 (65)                                       | JSE Skikda                                    |
| 10                       | Ahmed Boussaïd               | 28 ans                                        | 20 (45)                                       | GS Pétroliers                                 |
| Arrières et Demi-centres |                              |                                               |                                               |                                               |
| 6                        | Messaoud Berkous             | 20 juillet 1989                               | 140 (525)                                     | GS Pétroliers                                 |
| 17                       | Abderrahim Berriah           | 19 janvier 1988                               | 77 (190)                                      | GS Pétroliers                                 |
| 24                       | Mohamed Amine Belaid         | 3 janvier 1990                                | 0(0)                                          | Al-Gharafa                                    |
| 7                        | Réda Arib                    | 22 octobre 1991                               | 10 (8)                                        | GS Pétroliers                                 |
| 44                       | Mustapha Hadj Sadok          | 17 août 1997                                  | 5 (10)                                        | CRB Baraki                                    |
| 35                       | Mouloud Bouriche             | 8 mai 1985                                    | 5 (7)                                         | CR Bordj Bou Arreridj                         |
| 26                       | Abdellatif Mouffok           | 32 ans                                        |                                               | CR Bordj Bou Arreridj                         |
| 27                       | Adbennour Hammouche          | 25 ans                                        |                                               | CR Bordj Bou Arreridj                         |
| Pivot                    |                              |                                               |                                               |                                               |
| 20                       | Walid Djebrouni              | 24 ans                                        | 10 (5)                                        | JSE Skikda                                    |
| 9                        | Mohamed Loudf                | 30 ans                                        | 15 (10)                                       | CR Bordj Bou Areridj                          |

## Résultats

### Phase de groupe
|   | Équipe   | Pts | J | G | N | P | Bp  | Bc  | Diff | Dép |
| - | -------- | --- | - | - | - | - | --- | --- | ---- | --- |
| 1 | Tunisie  | 7   | 4 | 3 | 1 | 0 | 120 | 89  | 31   | -   |
| 2 | Gabon    | 5   | 4 | 2 | 1 | 1 | 97  | 103 | -6   | +1  |
| 3 | Algérie  | 5   | 4 | 2 | 1 | 1 | 114 | 105 | 9    | -1  |
| 4 | Congo    | 2   | 4 | 1 | 0 | 3 | 105 | 118 | -13  | -   |
| 5 | Cameroun | 1   | 4 | 0 | 1 | 3 | 100 | 121 | -21  | -   |

| Date et Heure         | Équipe 1            | -  | VS | -  |  | Équipe 2 |
| 17 janvier 2018 11h00 | Algérie             | 31 | -  | 23 |  | Cameroun |
| 18 janvier 2018 19h00 | Algérie             | 25 | -  | 26 |  | Gabon    |
| 19 janvier 2018 15h00 | République du Congo | 31 | -  | 33 |  | Algérie  |
| 21 janvier 2018 17h00 | Tunisie             | 25 | -  | 25 |  | Algérie  |

#### Algérie - Cameroun
| 17 janvier 2018 11:00 UTC+1 | Algérie    | 31 – 23 | Cameroun | Palais des sports, Libreville Arbitrage : |
| 17 janvier 2018 11:00 UTC+1 | (18–13)    |         |          | Palais des sports, Libreville Arbitrage : |
| 17 janvier 2018 11:00 UTC+1 | [ Rapport] |         |          | Palais des sports, Libreville Arbitrage : |

#### Algérie - Gabon
| 18 janvier 2018 19:00 UTC+1 | Algérie    | 25 – 26 | Gabon       | Palais des sports, Libreville Arbitrage : |
| 18 janvier 2018 19:00 UTC+1 | Berkous 10 | (12–16) | Clementia 8 | Palais des sports, Libreville Arbitrage : |
| 18 janvier 2018 19:00 UTC+1 | [ Rapport] |         |             | Palais des sports, Libreville Arbitrage : |

#### Algérie - Congo
| 19 janvier 2018 15:00 UTC+1 | République du Congo | 31 – 33 | Algérie | Palais des sports, Libreville Arbitrage : |
| 19 janvier 2018 15:00 UTC+1 | (14–19)             |         |         | Palais des sports, Libreville Arbitrage : |
| 19 janvier 2018 15:00 UTC+1 | [ Rapport]          |         |         | Palais des sports, Libreville Arbitrage : |

#### Algérie - Tunisie
| 21 janvier 2018 16:00 UTC+1 | Tunisie    | 25 – 25 | Algérie | Palais des sports, Libreville Arbitrage : |
| 21 janvier 2018 16:00 UTC+1 | (13 – 11)  |         |         | Palais des sports, Libreville Arbitrage : |
| 21 janvier 2018 16:00 UTC+1 | [ Rapport] |         |         | Palais des sports, Libreville Arbitrage : |

## Phase finale

### Quarts de finale: Algérie - Angola
| 24 janvier 2018 ? UTC+1 | Angola     | 29 – 27 | Algérie | Palais des sports, Libreville Arbitrage : |
| 24 janvier 2018 ? UTC+1 | [ Rapport] |         |         | Palais des sports, Libreville Arbitrage : |

### Matchs de classement de 5 à 8
|  | Demi-finales de classement       | Demi-finales de classement       |                        |         | Match pour la 5e place | Match pour la 5e place |
|  | Demi-finales de classement       | Demi-finales de classement       |                        |         | Match pour la 5e place | Match pour la 5e place |
|  |                                  |                                  |                        |         |                        |                        |
|  | 25 janvier 2018 à 13h00 (UTC +1) | 25 janvier 2018 à 13h00 (UTC +1) |                        |         | 27 janvier 2018 à 9h00 | 27 janvier 2018 à 9h00 |
|  | 25 janvier 2018 à 13h00 (UTC +1) | 25 janvier 2018 à 13h00 (UTC +1) |                        |         | 27 janvier 2018 à 9h00 | 27 janvier 2018 à 9h00 |
|  | RD Congo                         | 24 (14)                          |                        |         | 27 janvier 2018 à 9h00 | 27 janvier 2018 à 9h00 |
|  | RD Congo                         | 24 (14)                          |                        |         | 27 janvier 2018 à 9h00 | 27 janvier 2018 à 9h00 |
|  | Algérie                          | 29 (15)                          |                        |         | 27 janvier 2018 à 9h00 | 27 janvier 2018 à 9h00 |
|  | Algérie                          | 29 (15)                          | Algérie                | 23 (14) |                        |                        |
|  | 25 janvier 2018 à 15h00 (UTC +1) |                                  | Algérie                | 23 (14) |                        |                        |
|  |                                  | Gabon                            | 24 (9)                 |         |                        |                        |
|  | Gabon                            | Gabon                            | 24 (9)                 | 31 (16) |                        |                        |
|  | Gabon                            |                                  |                        | 31 (16) |                        |                        |
|  | Congo                            | 30 (20)                          |                        |         |                        |                        |
|  | Congo                            | 30 (20)                          | Match pour la 7e place |         |                        |                        |
|  |                                  |                                  |                        |         |                        |                        |
|  | 27 janvier 2018 à 11h00          |                                  |                        |         |                        |                        |
|  |                                  |                                  |                        |         |                        |                        |
|  | RD Congo                         | 23 (10)                          |                        |         |                        |                        |
|  | RD Congo                         | 23 (10)                          |                        |         |                        |                        |
|  | Congo                            | 24 (9)                           |                        |         |                        |                        |
|  | Congo                            | 24 (9)                           |                        |         |                        |                        |

## Statistiques
Un seul joueur algérien est nommé dans l'équipe-type de la compétition : Messaoud Berkous au poste de demi-centre.
De plus, Messaoud Berkous est le meilleur buteur de la compétition.

## Navigation